# 國立國樂院
國立國樂院（朝鮮語：국립국악원，英語：National Center for Korean Traditional Performing Arts）是大韓民國文化體育觀光部下屬的國立音樂部門，位于首爾特別市瑞草區。於1950年4月10日開院，旨在促進韓國傳統音樂的繼承和發展。
除保留1995年的國樂博物館作為原有基礎外，設立三個國樂公演場所，分別為約300座的牛眠堂、約800座的禮樂堂以及可容納2000人的大規模野外劇場。

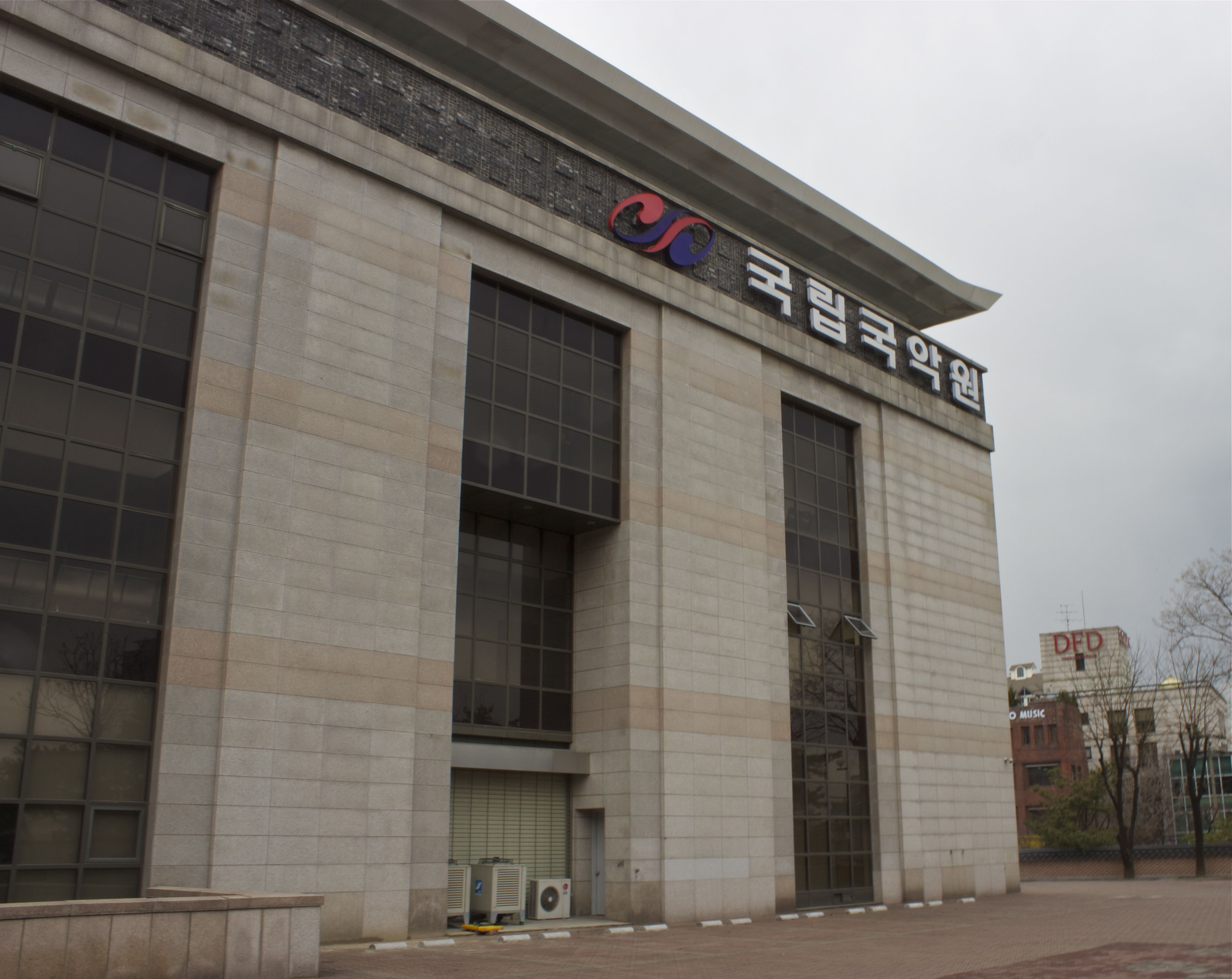
位於首爾的國立國樂院

## 釜山國立國樂院

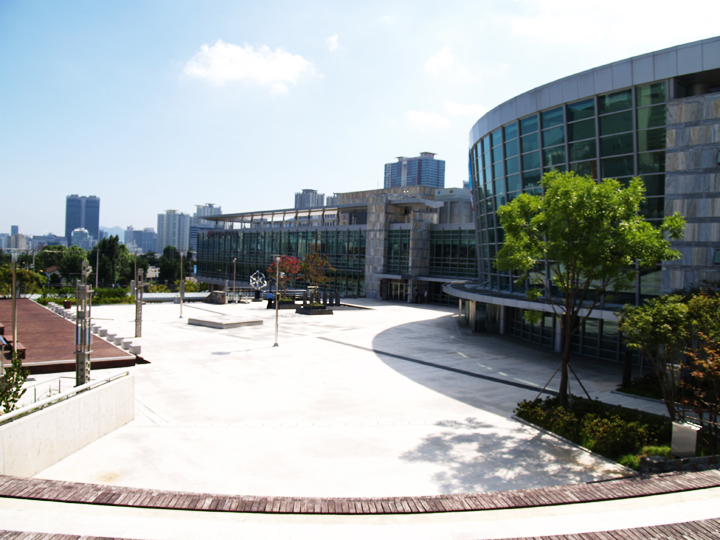
釜山國立國樂院

2008年10月28日，另於釜山廣域市釜山鎮區設立釜山國立國樂院，下放給專屬的藝術團運營。